# Saša Čađo
Saša Čađo (Sarajevo, 13. srpnja 1989.) srbijanska i bosanskohercegovačka košarkašica. Igra na mjestu razigravačice.
Karijeru je započela u banjalučkom Mladom Krajišniku. Sljedeće sezone potpisuje dvogodišnji ugovor sa Željezničarom iz rodnog Sarajeva. Nakon vršačkog Hemofarma prelazi u Partizan, s kojim osvaja dva uzastopna Srpska kupa (2012. i 2013.), prvu ligu i područnu WABA ligu (oboje 2013.)
Sa srpskom reprezentacijom postala je europskom prvakinjom 2015. u Budimpešti, što im je omogućilo povijesni plasman na Olimpijske igre 2016. u Rio de Janeiru, na kojima reprezentacija osvaja brončano odličje.
Dobitnica je Medalje časti Republike Srpske.

## Vanjske poveznice
- Profil na stranicama FIBA-e